# 高岳崧
高岳崧，字峻生，陕西長安縣人，清朝政治人物，榜眼及第。高景清之子。
同治十年（1871年）辛未科一甲第二名進士。授翰林院編修。光緒元年，出任長安州知州，主持陕西甘肃鄉試，后早逝。